# Sancun (köping i Kina)
Sancun (kinesiska: 三村, 三村镇) är en köping i Kina. Den ligger i provinsen Heilongjiang, i den nordöstra delen av landet, omkring 510 kilometer nordost om provinshuvudstaden Harbin. Antalet invånare är 8 637. Befolkningen består av 4 214 kvinnor och 4 423 män. Barn under 15 år utgör 18,0 %, vuxna 15-64 år 75 %, och äldre över 65 år 6,0 %.
Genomsnittlig årsnederbörd är 819 millimeter. Den regnigaste månaden är juli, med i genomsnitt 182 mm nederbörd, och den torraste är januari, med 6 mm nederbörd.